# ウヨ (ナイジェリア)
ウヨ(英語：Uyo)はナイジェリア南東部のアクワ・イボム州の州都。
1987年9月23日、クロスリバー州の南西部が分割されアクワ・イボム州が新設された事に伴い州都になった。
ウヨ大学が有る。
2006年の人口は約43.7万人で、都市圏人口は約55.5万人だった。

## 交通

### 都市間道路
- A342号線（英語版）
- アバク道
- ンワニバ道
- イトゥ道
- オロン道
- イドロ道
- アカ道

### 都市内道路
- IBB道
- Atiku Abubakar通り
- Udo Udoma通り
- Nsikak Eduok通り
- Edet Akpan通り

### 空港
- アクワ・イボム空港：2009年9月23日開港
- マーガレット・エクポ国際空港

### その他
- ケケ(三輪車)
- アラルク(バイク)